# Fresnay-le-Samson
Fresnay-le-Samson is een gemeente in het Franse departement Orne (regio Normandië) en telt 110 inwoners (2009). De plaats maakt deel uit van het arrondissement Mortagne-au-Perche.

## Geografie
De oppervlakte van Fresnay-le-Samson bedraagt 6,9 km², de bevolkingsdichtheid is dus 15,9 inwoners per km².
De onderstaande kaart toont de ligging van Fresnay-le-Samson met de belangrijkste infrastructuur en aangrenzende gemeenten.

## Demografie
Onderstaande figuur toont het verloop van het inwonertal (bron: INSEE-tellingen).